# Claude Auguste Berey
Claude Auguste Berey, né en 1651 et mort en 1732, est un maître écrivain calligraphe, graveur et marchand d'estampes  français.

## Biographie
Claude Auguste est le second fils de Nicolas I Berey, graveur en géographie, né à Chaource vers 1610 et mort le 30 juin 1665, et de sa seconde épouse Marie Trémison. Il a eu une sœur Anne née en 1647, et deux frères, Jean-Baptiste né en 1650, et Pierre. Son demi-frère est Nicolas II Berey (1640-1667), également graveur, et il est parent par alliance avec Alexis-Hubert Jaillot.
Actif vers 1690-1730, Claude Auguste a gravé lui-même les recueils d’exemples qu’il a publiés. Il est également graveur en lettres, c'est-à-dire qu'il exécutait à la gravure la légende qui remplissait l'espace blanc laissé sous l'estampe imprimée (laquelle, lorsqu'elle apparaît sans légende est appelée « impression avant la lettre »). Il avait vers 1697 une boutique d'estampes rue Saint-Jacques, à l'enseigne de la Princesse de Savoie. En matière de calligraphie, il est le créateur de l'« écriture coulée ».
Il a un fils, graveur de l'Académie royale des sciences, qui signe souvent « A. Berey le fils » et qui a également gravé des cartes géographiques.

## Œuvres

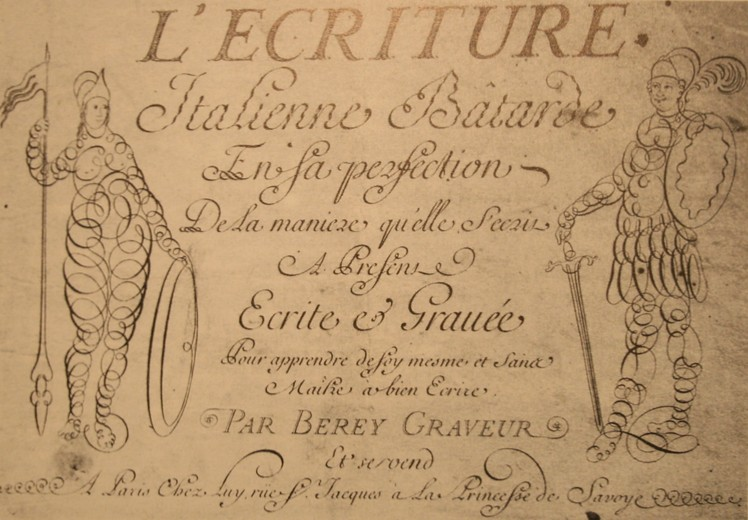
Page de titre de L'Escriture italienne de Berey.

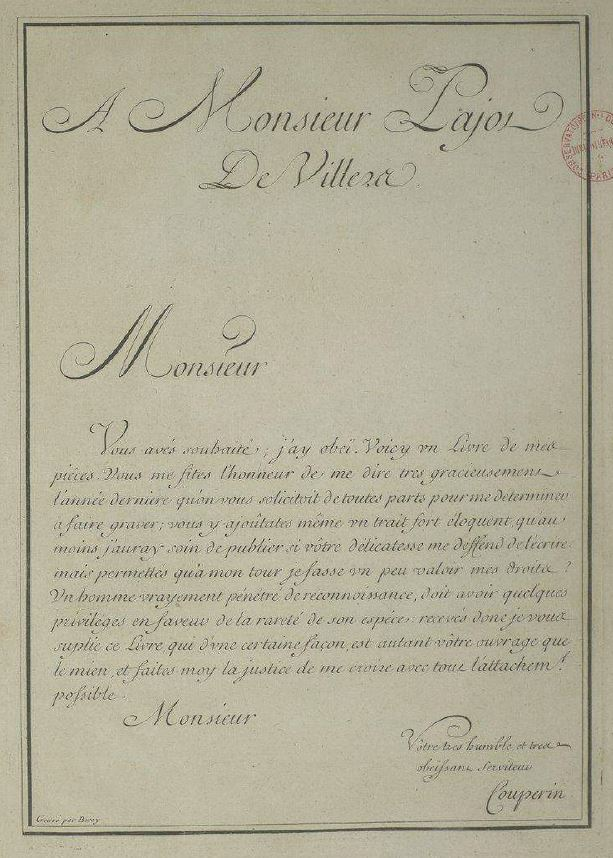
Dédicace du Premier livre de pièces de clavecin de François Couperin (Paris, 1713) gravée par Claude-Auguste Berey.

- Sciences du jeu du monde ou la carte générale contenant les mondes coeleste, terrestre et civile (sic) par le Sr Jaugeon. Paris : impr. de C. Mazuel, 1688. Gravé par Jean Crespy, Ecrit par Claude Auguste Berey (BnF).
- Nouveau livre d'escriture financière composé de differens exemplaires. Gravé par Claude Auguste Berey..., Paris : l’auteur, [c. 1694-1695] (Chicago NL : Wing ZW 639.B 492). Cat. Destailleur n° 851/6°.
- L'escriture italienne bâtarde en sa perfection, de la manière qu'elle s'écrit à présent, écrite et gravée pour apprendre de soy mesme et sans maistre à bien ecrire par Berey graveur., Paris : l’auteur, [1700] (Chicago NL : Wing fZW 639.B 49). Cat. Destailleur n° 851/7°, Cat. Jammes n° 44, Becker 1997 n° 98.
- Les nouveaux exemplaires des écritures financières et italiennes bastarde comme on les exerce maintenant. Avec une brève instruction contenant une simple description de chaque lettre, Paris : Citoyen Jean, c. 1790, 4° obl., 8 f. La plupart des planches sont signées Berey et proviennent donc d'un ouvrage antérieur (Chicago NL : Wing fZW 739.B 474).
- Entre 1683 et 1689, composant de nombreuses vignettes, il collabore au recueil de dessins de Raymond Lafage traduits en gravures et édité par Jean van der Bruggen, qui possédait une échoppe rue Saint-Jacques.
- Quelques planches de Berey ont été reproduites dans : La Perfection de l'Ecriture composée de sentences tirées de l'Ecriture sainte pour servir à l'instruction de la jeunesse, présentée aux nobles demoiselles de la Maison royale de Saint-Cyr, établie sous les soins de Mme la Dsse de Maintenon par Jollain. Paris : Jollain, s.d. 4° obl. Cat. Destailleur n° 852, Becker 1997 n° 99.

Il est cité dans les comptes des bâtiments du roi en 1722 comme « graveur d'écriture », pour avoir traduit par la planche le texte d'un recueil consacré au sacre de Louis XV.
Parmi ses autres réalisations, on trouve des scènes bibliques, de nombreuses cartes géographiques, des illustrations pour des livres, des portraits ou des gravures de mode. Il grave également la lettre de recueils de musique, entre 1710 et 1716 seulement.